# Bruno Trenkler
Bruno Trenkler (* 31. Juli 1863 in Schönbach (Sachsen); † 10. September 1926 in Leipzig) war ein deutscher Unternehmer.

## Leben

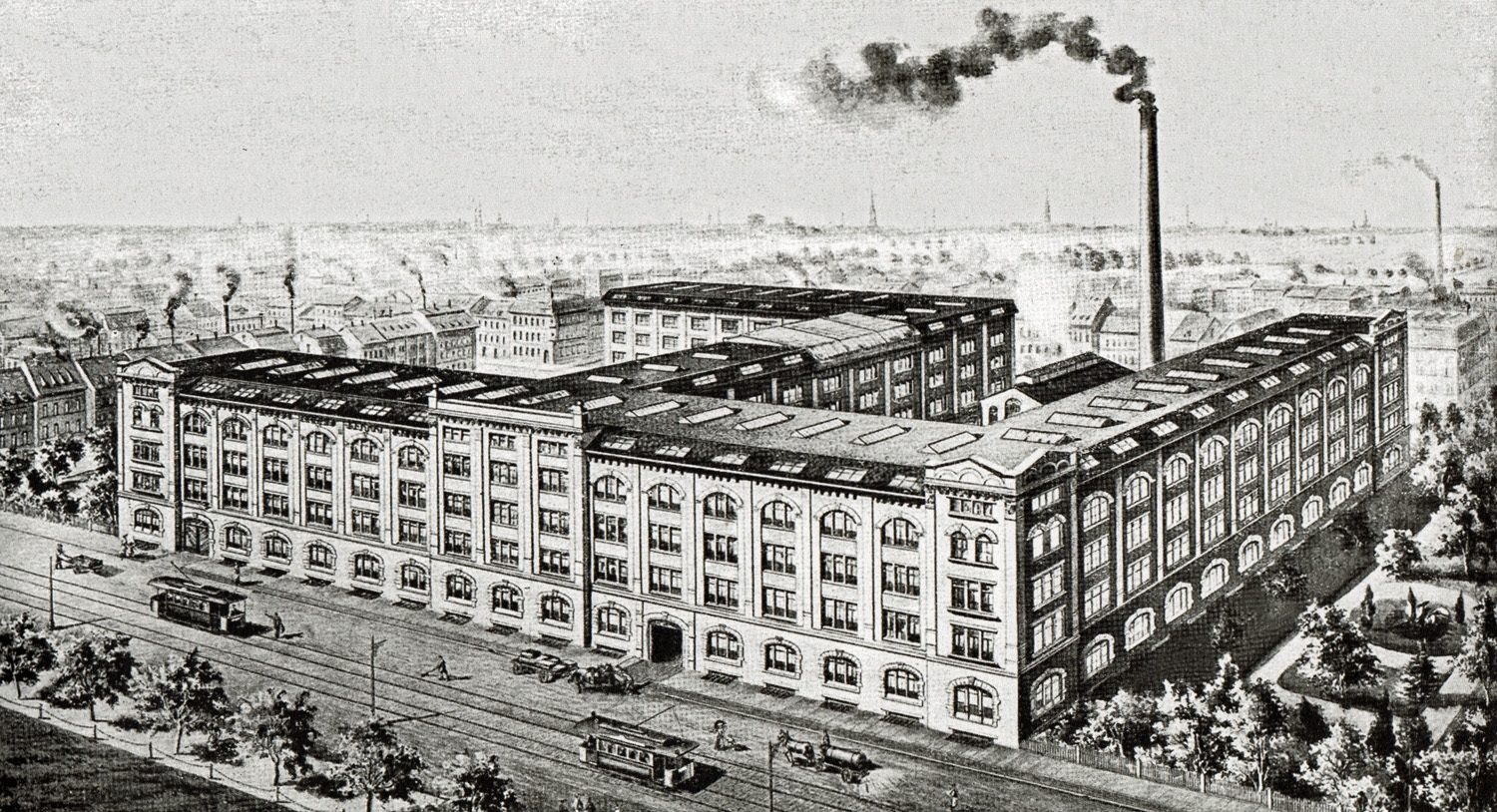
Graphische Kunstanstalt Dr. Trenkler & Co., Leipzig, Eichstädtstraße (1923)

Er war der Sohn des Schönbacher Fabrikbesitzers Friedrich Wilhelm Trenkler. Nach dem Abitur studierte er Chemie an der Julius-Maximilians-Universität Würzburg und promovierte dort 1887 zum Dr. phil. Im Leipzig gründete er 1894 eine kleine Druckerei in den in der Dorotheenstraße 5/7 angemieteten Räumen., wo er zunächst fünf Arbeiter beschäftigte. 
1899 heiratete er in Dresden die Tochter des dortigen Baumeisters Hermann Kickelhayn. Gemeinsam wohnten sie in Reudnitz in der Oststraße 23.
Schnell erkannte Trenkler das enorme Potenzial des im ausgehenden 20. Jahrhunderts rasant anwachsenden Marktes für Ansichtspostkarten und beschäftigte sich intensiv mit Möglichkeiten zur Vervollkommnung der bislang dafür in Anwendung befindlichen Verfahren. Trenkler mietete weitere Räumlichkeiten an, so dass sich sein Unternehmen auf fünf Standorte in Leipzig verteilte. Letztendlich erwarb er 1901 das Grundstück Eichstädtstraße 11 in Stötteritz, auf dem er eine eigene Fabrik für seine Ansichtskartenfirma Dr. Trenkler & Co. errichtete, aus der sich die namhafte Graphische Kunstanstalt Dr. Trenkler & Co. entwickelte.
Am 24. Januar 1923 erfolgte die Bildung einer Aktiengesellschaft. Gegenstand des Unternehmens war die Herstellung und der Vertrieb von graphischen Erzeugnissen jeder Art. Die Gesellschaft übernahm seine bisher unter dem Namen Dr. Trenkler & Co. in Leipzig betriebene Firma mit dem Fabrikations- und Handelsgeschäft. Das Grundkapital betrug sechs Millionen Mark. Zum einzigen Mitglied des Vorstandes wurden neben Trenkler der Kaufmann Egon Rostosky inn Leipzig ernannt. Prokura war an Ferdinand Hugo Beyer in Delitzsch erteilt worden.
Daneben war Trenkler aufgrund des letzten Wohnortes seiner Eltern in Colditz Mitglied des Aufsichtsrats der dort neugegründeten Steingutfabrik Colditz, Actiengesellschaft.
Nach seinem Tod 1926 wurde Trenkler auf dem Leipziger Südfriedhof beigesetzt.